# Gurinhém (ort)
Gurinhém är en ort i Brasilien.   Den ligger i kommunen Gurinhém och delstaten Paraíba, i den östra delen av landet, 1 700 km nordost om huvudstaden Brasília. Gurinhém ligger 98 meter över havet och antalet invånare är 5 618.
Terrängen runt Gurinhém är platt. Närmaste större samhälle är Mari, 13,6 km nordost om Gurinhém.
Omgivningarna runt Gurinhém är huvudsakligen savann. Runt Gurinhém är det ganska tätbefolkat, med 67 invånare per kvadratkilometer.